# Gruppo del Sileno
Sileno ed Egle con Mnasilo e Cromi, meglio noto come Gruppo del Sileno, è un monumento in marmo di Carrara, realizzato da Jean-Baptiste Boudard nel 1765 per il Giardino Ducale di Parma; sostituito nel 1991 con una copia in polvere di marmo e resina, l'originale si trova provvisoriamente nel chiostro della Fontana del monastero di San Paolo, in attesa della definitiva collocazione prevista all'interno del palazzetto Eucherio Sanvitale nel parco Ducale.

## Storia
Nel 1749 duca di Parma Filippo di Borbone, intenzionato a risistemare il Giardino Ducale caduto in profondo degrado negli anni precedenti, incaricò della sua completa ristrutturazione il primo ministro Guillaume du Tillot, che affidò il progetto a Ennemond Alexandre Petitot. L'architetto lionese modificò l'assetto dell'intera area in stile neoclassico, prevedendo anche l'inserimento, tra viali e i boschetti, di una serie di statue in marmo di Carrara, raffiguranti cinque vasi monumentali e alcune divinità classiche, su modello delle antiche grandi ville ellenistiche e romane. I temi arcadici furono scelti probabilmente con l'obiettivo di celebrare il ritorno nel ducato dei Borbone, portatori di una nuova età dell'oro, di pace e stabilità.
La realizzazione delle sculture fu commissionata a Jean-Baptiste Boudard, che, in uno stile tardo rococò attenuato dall'incipiente neoclassicismo, iniziò nel 1753 con le statue di Zefiro, Flora, Bacco e Arianna, cui seguirono nel 1754 Venere, nel 1755 Apollo con cetra, nel 1756 Pale, Trittolemo e Vertumno, nel 1757 Pomona, nel 1760 Satiro e Naiade e i cinque grandi vasi.
La dodicesima e ultima scultura, raffigurante Sileno ed Egle con Mnasilo e Cromi, fu realizzata dal Boudard nel 1765, ispirandosi all'Ecloga VI delle Bucoliche di Virgilio. L'opera, molto più grande di tutte le altre, pur mantenendo un'impostazione scenografica ancora barocca, fu scolpita con tratti molto più classici, soprattutto nelle vesti della ninfa Egle. Rispettando i progetti del Petitot, il gruppo del Sileno fu collocato su un basamento a pianta circolare, nei pressi del boschetto d'Arcadia; come da disegni conservatisi, era inizialmente prevista la realizzazione di un gruppo scultoreo analogo ritraente il Sacrificio di Cerere, da collocare simmetricamente rispetto al viale centrale del parco, ma il progetto non fu attuato.
Nei pressi del gruppo del Sileno, nel 1769 fu costruito in forma di rovine il tempietto d'Arcadia, anch'esso disegnato dal Petitot. Le due opere furono inaugurate in occasione delle nozze fra il duca Ferdinando di Borbone e Maria Amalia d'Asburgo-Lorena con lo spettacolo bucolico intitolato Le pastorelle d'Arcadia.

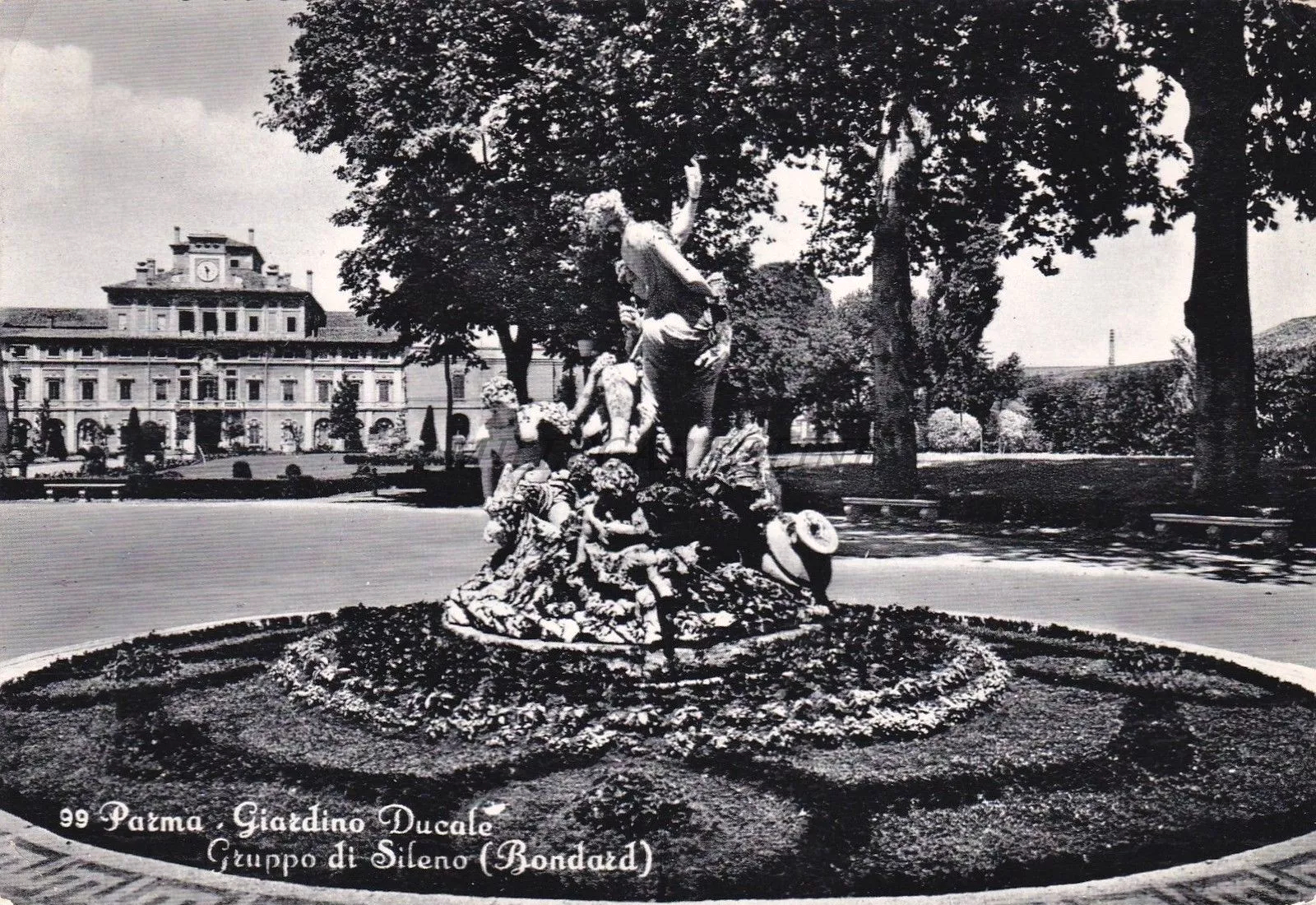
Il Gruppo del Sileno al centro dell'étoile del parco Ducale nel 1958.

Nel 1920 la grande scultura del Boudard fu spostata al centro dell'étoile, di fronte al palazzo del Giardino.
Nel 1991, allo scopo di preservare gli originali sia da atti vandalici sia dalle intemperie, per iniziativa del Comune di Parma furono realizzate le copie in polvere di marmo e resina delle statue raffiguranti Venere, Apollo con cetra, Satiro e Naiade, il Vaso con anse a testa d'ariete e il Gruppo del Sileno, di cui presero il posto. Le antiche sculture in marmo furono divise: le prime tre furono posizionate nel porticato del palazzetto Eucherio Sanvitale, mentre il vaso rimase nel magazzino di una ditta di traslochi e il gruppo fu sistemato in un deposito dell'auditorium Niccolò Paganini.
Agli inizi del XXI secolo, in occasione dei lavori di completa risistemazione del parco, la copia del Gruppo del Sileno fu rimossa dall'étoile e ricollocata nella posizione originaria settecentesca, nei pressi del tempietto d'Arcadia.
Nel 2015, a causa di alcuni interventi da eseguirsi nell'auditorium, l'originale fu traslato nel deposito di un laboratorio di restauro.
Nel luglio 2023 la copia collocata nel parco Ducale fu danneggiata da ignoti, che provocarono la rottura di parte del piede di Sileno. Nei mesi successivo la scultura fu restaurata.
Nel settembre dello stesso anno, in vista dei lavori di ristrutturazione del palazzetto Eucherio Sanvitale, le statue di Venere, Apollo con cetra e Satiro e Naiade furono provvisoriamente rimosse e collocate nel chiostro della Fontana del monastero di San Paolo, insieme all'originale del Gruppo del Sileno; il Vaso con anse a testa d'ariete fu invece posizionato nell'adiacente cortile della Pinacoteca Stuard. Al termine delle opere di risistemazione dell'edificio nel parco, è previsto il definitivo spostamento di tutte le sculture all'interno del palazzetto Eucherio Sanvitale, oppure, qualora dai calcoli le strutture non risultassero in grado di sopportare i carichi delle statue marmoree, nelle serre del Petitot.

## Descrizione

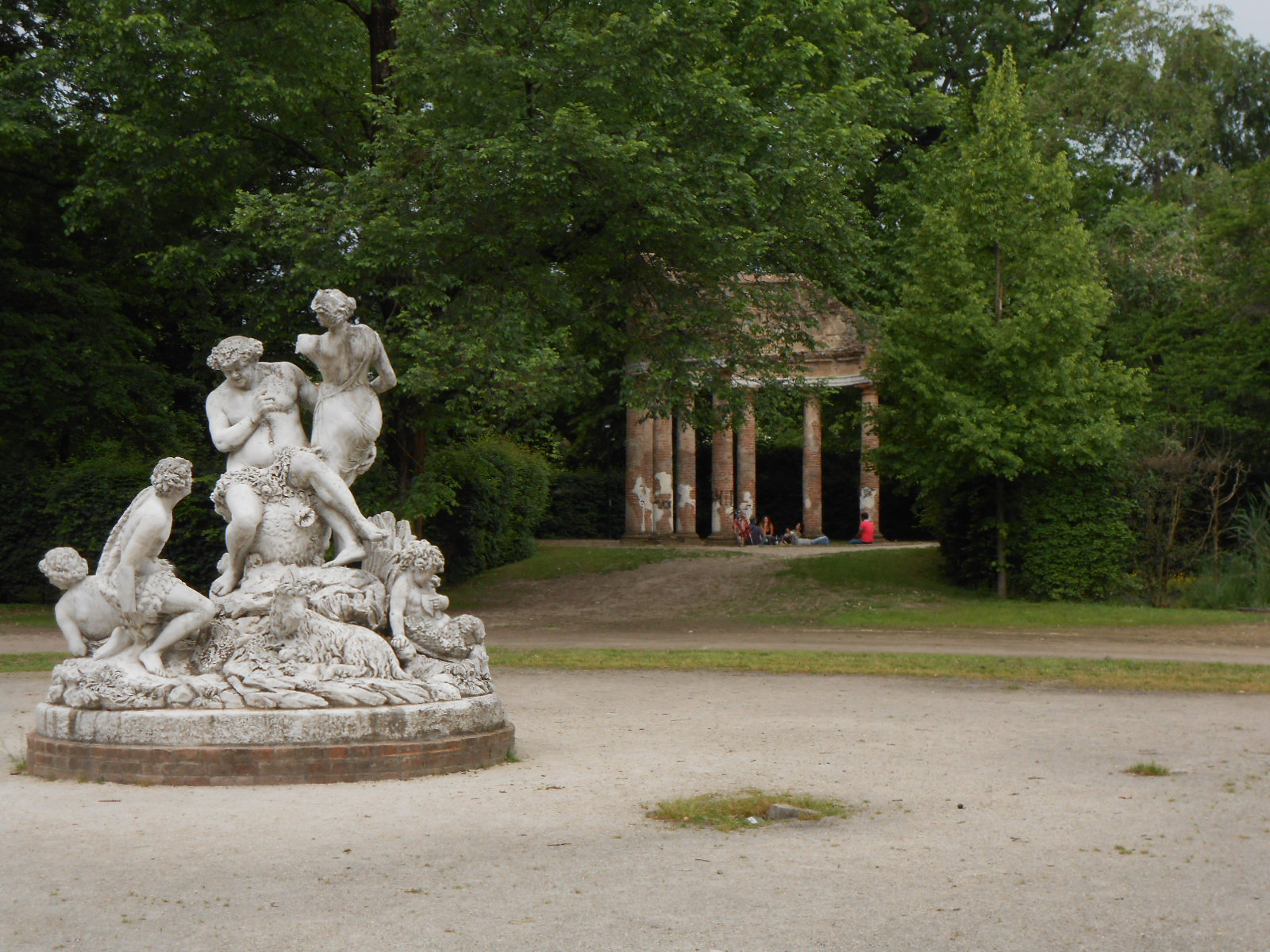
La copia del Gruppo del Sileno nel parco Ducale e, sullo sfondo, il tempietto d'Arcadia.

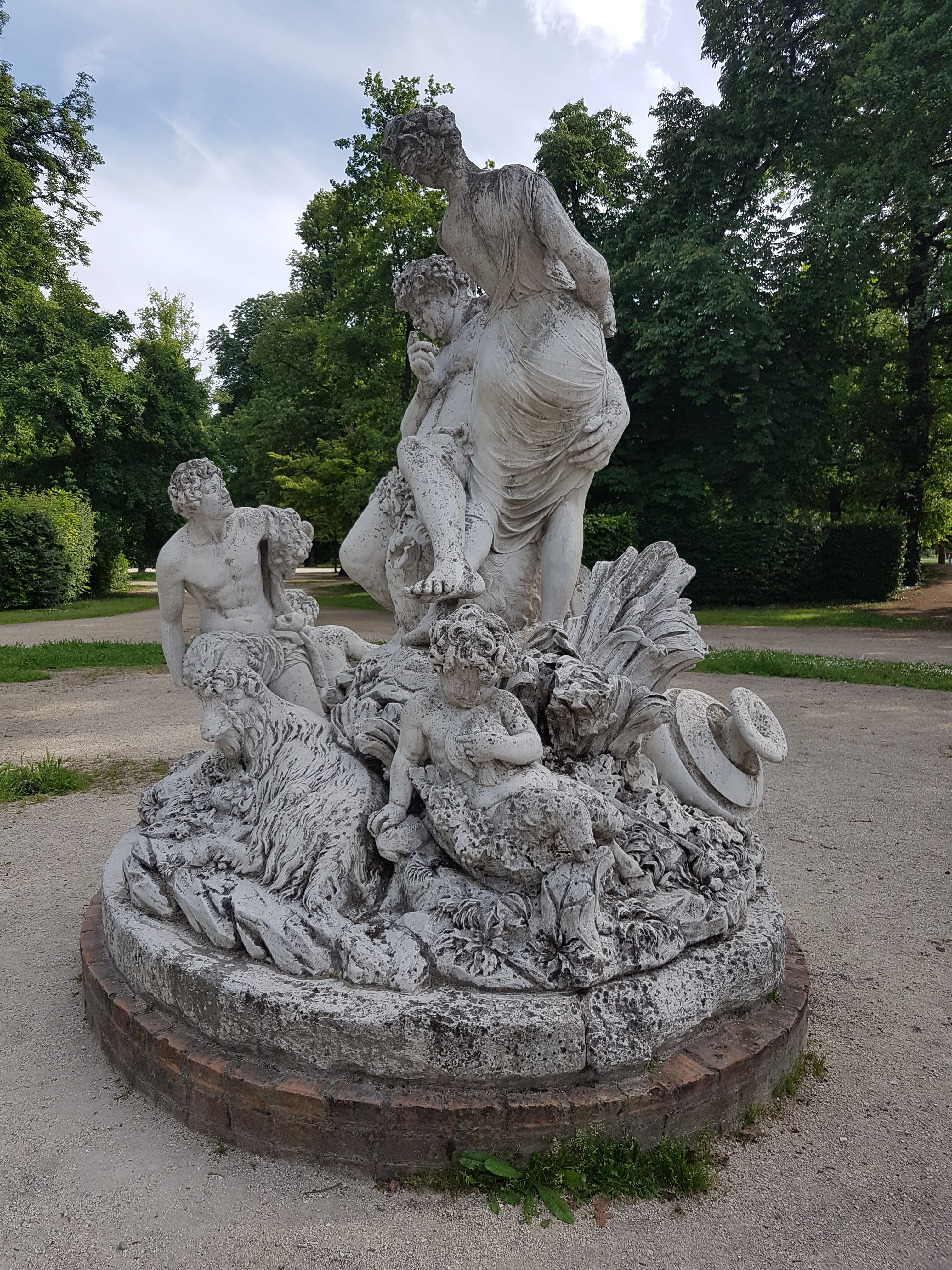
La copia del Gruppo del Sileno nel parco Ducale.

Il gruppo statuario, realizzato in marmo di Carrara, è collocato su una base circolare.
La scultura si ispira a un mito raccontato nell'Ecloga VI delle Bucoliche virgiliane: i due giovani pastori Mnasilo e Cromi sorprendono l'anziano Sileno mentre dorme in una grotta e, per costringerlo a cantare, scherzosamente gli legano le mani con ghirlande di fiori; Egle li scorge e si unisce a loro, tingendo con delle more il volto di Sileno; quest'ultimo, innamorato della ninfa, al suo risveglio accetta la loro richiesta in cambio della libertà e, al ritmo del suo canto, i fauni e gli animali iniziano a danzare.
Il gruppo raffigura nel mezzo, in cima a un piccolo rilievo, Sileno, che con un braccio stringe la ninfa Egle; intorno, si trovano Mnasilo e Cromi, oltre a una capra e a un piccolo fauno.